# Campionato europeo di baseball 1955
Il campionato europeo di baseball 1955 è stato la seconda edizione del campionato continentale. Si svolse a Barcellona, in Spagna, fra il 5 e il 10 luglio 1955, e fu vinto dalla squadra di casa.

## Squadre partecipanti
- Belgio
- Francia
- Germania Ovest
- Italia
- Spagna

## Risultati
|    | Team           | V-N-P | Pf - Ps | Pt |
| -- | -------------- | ----- | ------- | -- |
| 1. | Spagna         | 3-1-0 | 32 - 3  | 7  |
| 2. | Belgio         | 3-0-1 | 23 - 9  | 6  |
| 3. | Germania Ovest | 2-0-2 | 12 - 27 | 4  |
| 4. | Italia         | 1-1-2 | 24 - 15 | 3  |
| 5. | Francia        | 0-0-4 | 9 - 46  | 0  |

| Barcellona luglio 1955 | Belgio | 0 – 2 | Spagna |  |

| Barcellona luglio 1955 | Belgio | 4 – 1 | Francia |  |

| Barcellona luglio 1955 | Belgio | 10 – 2 | Germania Ovest |  |

| Barcellona luglio 1955 | Belgio | 9 – 4 | Italia |  |

| Barcellona luglio 1955 | Spagna | 21 – 3 | Francia |  |

| Barcellona luglio 1955 | Spagna | 9 – 0 | Germania Ovest |  |

| Barcellona luglio 1955 | Spagna | 0 – 0 | Italia |  |

| Barcellona luglio 1955 | Francia | 4 – 5 | Germania Ovest |  |

| Barcellona luglio 1955 | Francia | 1 – 16 | Italia |  |

| Barcellona luglio 1955 | Germania Ovest | 5 – 4 | Italia |  |

## Classifica finale
| Campione d'Europa | Campione d'Europa |
| ----------------- | ----------------- |
| Spagna            |                   |
| Argento           | Belgio            |
| Bronzo            | Germania Ovest    |
| 4.                | Italia            |
| 5.                | Francia           |